# Леван IV Дадиани
Леван IV Дадиани (груз. ლევან IV დადიანი; ? — ок. 1694) — владетельный князь (мтавар) Мегрелии в 1681—1691 годах. Последний представитель Первой династии Дадиани на престоле Мегрелии, родоначальник русской ветви рода — князей Дадиановых.

## Княжение
После смерти Левана III Дадиани и убийства его законного наследника Манучара князем Георгием III Гуриели, мтаваром Гурии, Леван IV Дадиани получил престол Мегрелии благодаря поддержке князя Георгия Липартиани из рода Чиковани, который добился огромного влияния и, де-факто, положения первого министра или великого визиря (хотя эти термины, естественно, не использовались) при предыдущем князе, Леване III. 
Посадив на княжеский престол Левана IV, Липартиани стал фактическим правителем княжества, сведя   власть номинального князя, своего ставленника, практически к нулю. Затем он физически устранил противников своей власти, развернув против них жестокие репрессии от имени Левана. В то же время, Липартиани сказочно обогатился, занимаясь работорговлей, в том числе, продавая и собственных подданных  (христиан) в рабство туркам. 
Расправившись с оппозицией и максимально упрочив своё положение, Георгий Липартиани в 1691 году заставил князя Левана IV отречься от престола в свою пользу, после десяти лет «правления», и официально стал править сам, приняв при этом фамилию Дадиани. Все последующие правители Мегрелии из рода Дадиани, принадлежали уже к этой, так называемой Второй династии Дадиани (Липартиани-Чиковани), которая продолжала править Мегрелией вплоть до 1867 года, когда княжество было полностью присоединено к России, в зависимости от которой находилось с начала 1810-х годов.
Леван IV, после отречения смог бежать в царство Картли, а оттуда выехал в Константинополь, где и умер в 1694 году.
Леван IV был женат на принцессе Тинатин (1678–1725), дочери царя Имеретии Баграта V. В 1704 году, через десять лет после смерти мужа, она постриглась в монахини с именем Нино (Нина). В 1724 году она была в числе 1 200 беженцев из Грузии, прибывших в Россию в свите царя Картли Вахтанга VI. 
У Левана и его законной супруги не было детей. Однако, у князя был внебрачный сын — Георгий Дадиани (1683—765), который также выехал в Россию, где получил генерал-майорский чин. Его потомки были известны в России, как князья Дадиановы.
1. ↑  de Pas L. v. Genealogics (англ.) — 2003.